# Arcidiocesi di Stauropoli

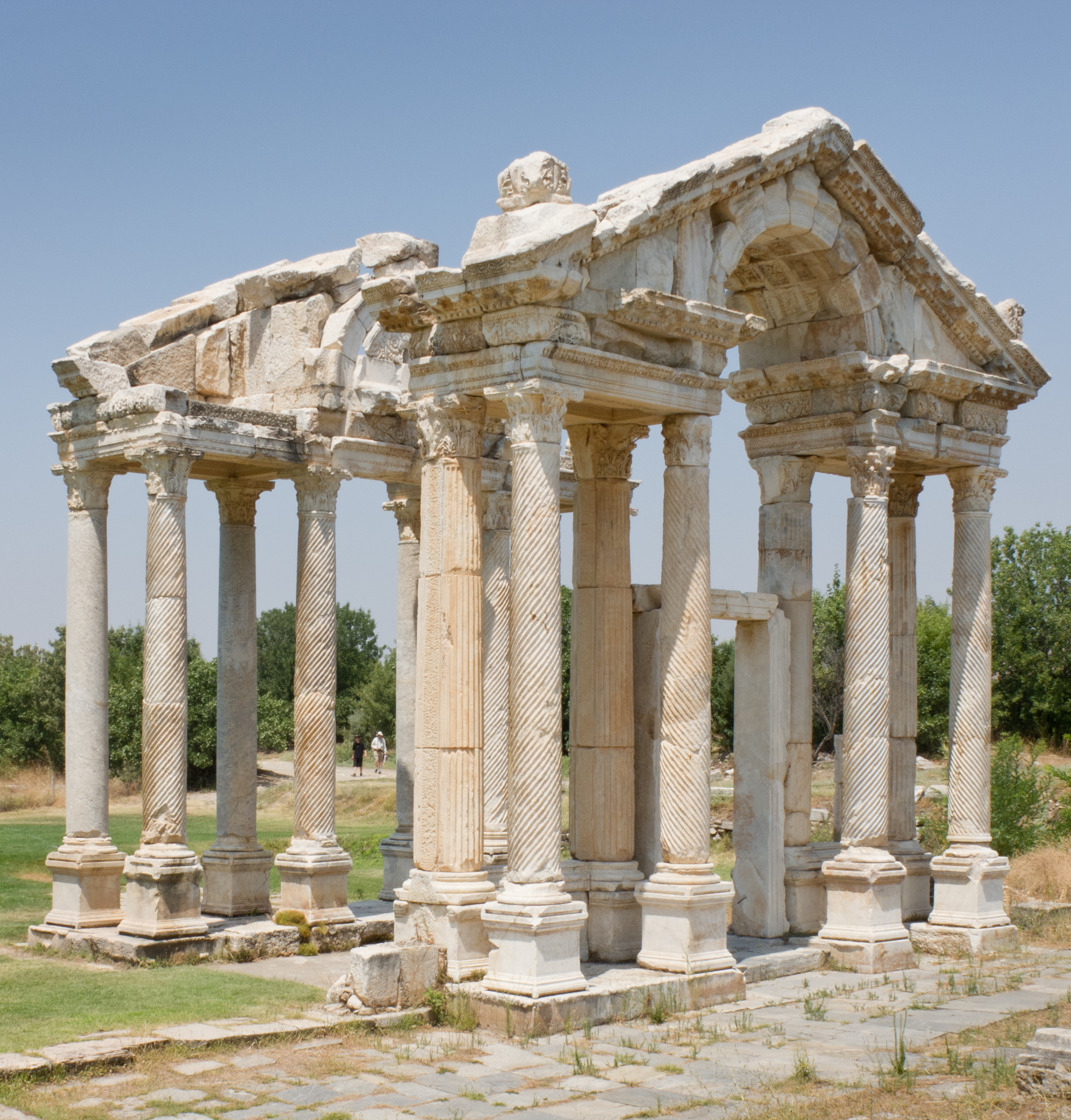
Il tetrapilo di Afrodisia.

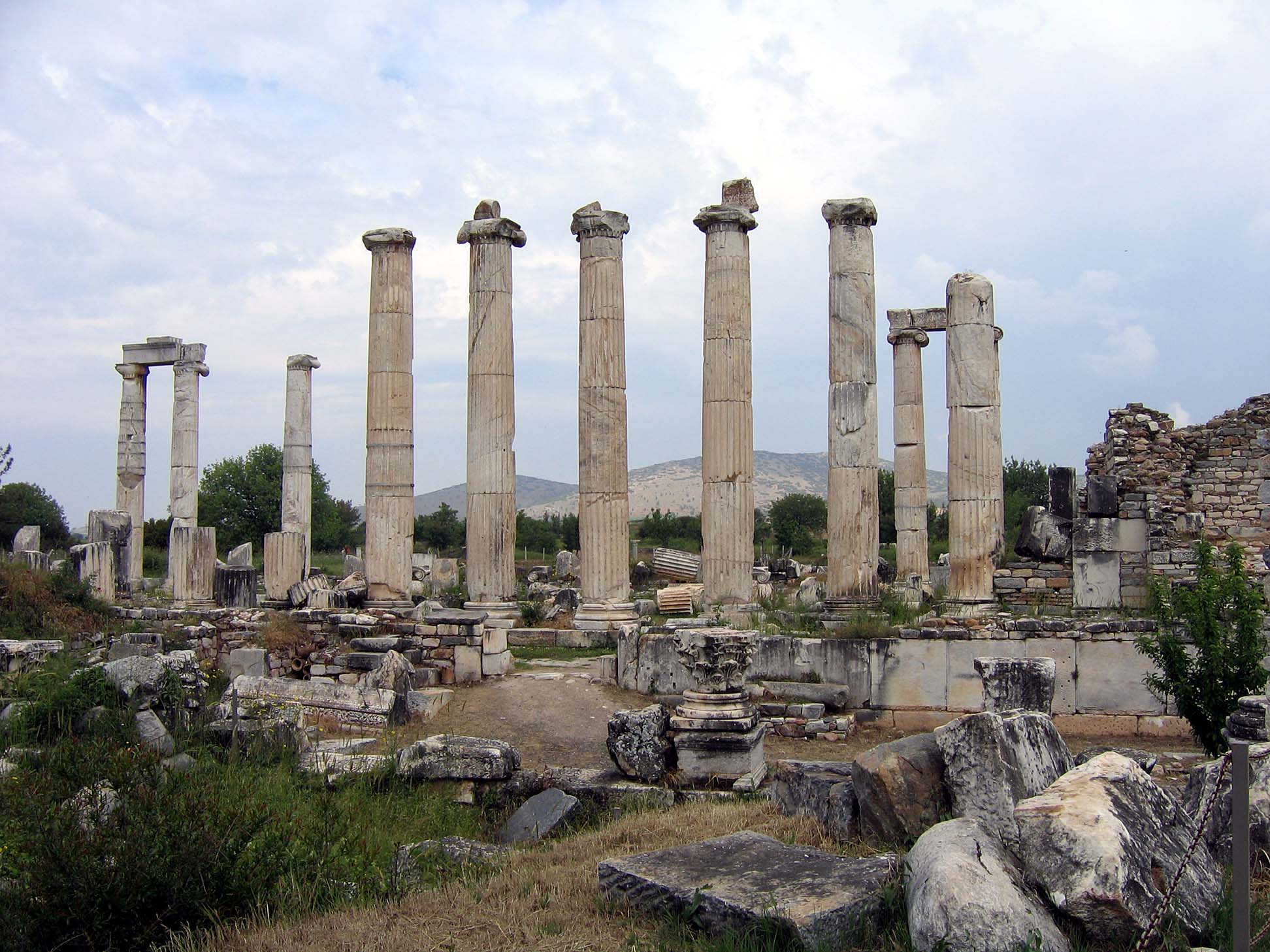
Il tempio di Afrodite, trasformato in basilica cristiana.

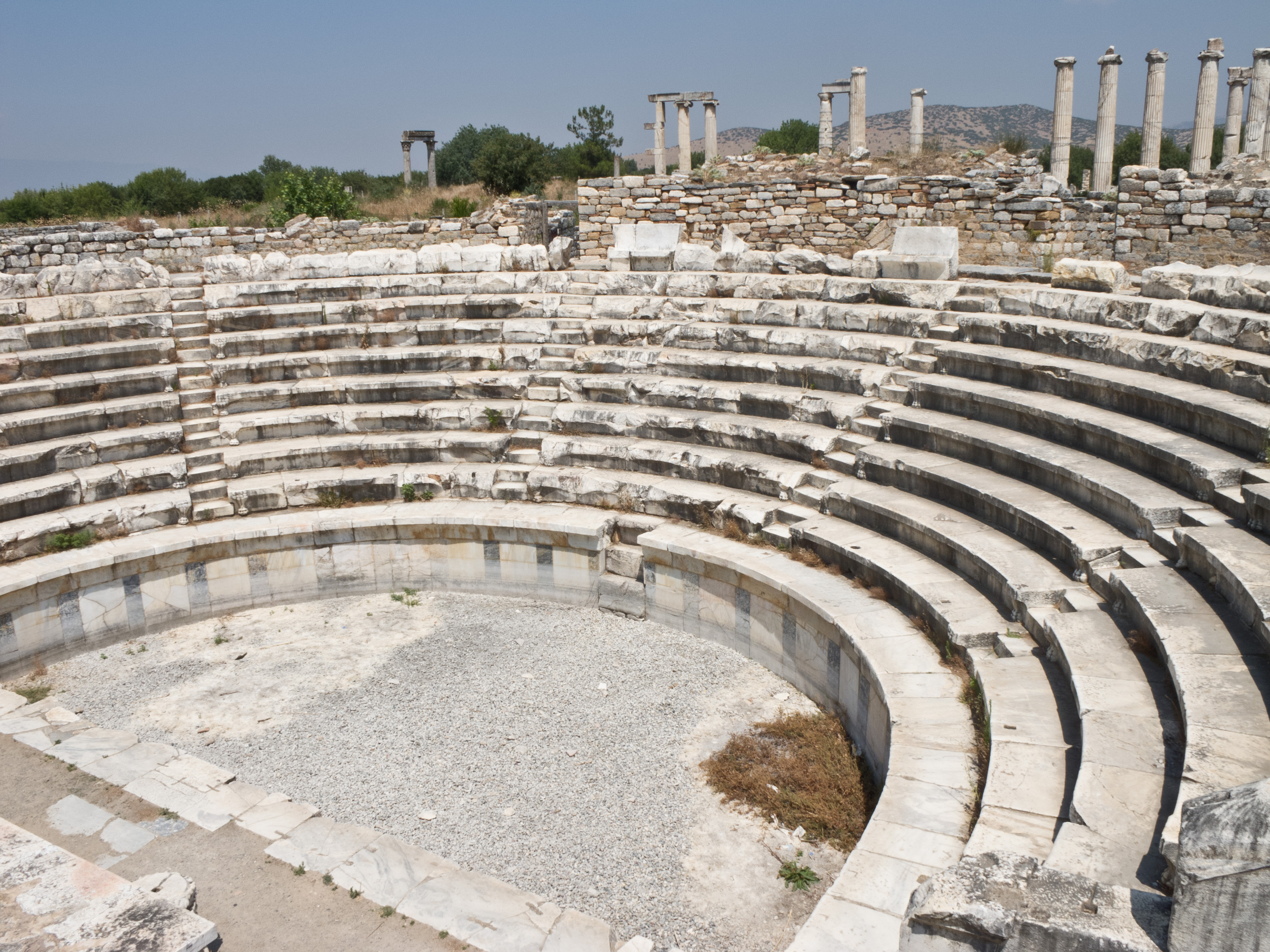
LOdeion di Afrodisia; gli ambienti annessi furono trasformati e utilizzati in epoca bizantina come residenza del metropolita.

L'arcidiocesi di Stauropoli (in latino Archidioecesis Stauropolitana) è una sede soppressa del patriarcato di Costantinopoli e una sede titolare della Chiesa cattolica.

## Storia
Stauropoli, identificabile con Geyre nell'odierna Turchia, è l'antica sede metropolitana della provincia romana della Caria nella diocesi civile di Asia e nel patriarcato di Costantinopoli.
In epoca ellenistico-romana, la città aveva il nome di Afrodisia, modificato in epoca cristiana con Stauropoli (dal greco, che significa: città della croce). Successivamente, in epoca bizantina, la città assunse il nome di Caria, nome che si mantiene ancora oggi in quello del villaggio (Geyre) sorto sulle sue rovine.
Stauropoli fu sede di un'antica comunità cristiana. Il Martirologio romano, alla data del 30 aprile, ricorda i martiri Diodoro e Rodopiano, che furono condannati alla lapidazione ad Afrodisia durante la persecuzione di Diocleziano: «Ad Afrodisia in Caria, nell'odierna Turchia, santi Diodoro e Rodopiano, martiri, che, durante la persecuzione dell'imperatore Diocleziano, furono lapidati dai loro stessi concittadini».
Solo dal concilio di Calcedonia (451) i vescovi si firmano episcopi ecclesiae Aphrodisiadis metropolis Cariae. Sono una trentina i vescovi conosciuti di Stauropoli nel primo millennio cristiano, molti dei quali noti grazie alle scoperte epigrafiche e sigillografiche. Sono noti metropoliti di Caria fino alla metà del XV secolo.
Nella Notitiae Episcopatuum del patriarcato di Costantinopoli la sede appare fino al XIV secolo ed è menzionata con il nome di Stauropoli, ma non di rado è chiamata semplicemente "Caria" dal nome della provincia di appartenenza; occupa una posizione che varia tra il 20º ed il 32º posto tra le sedi metropolitane del patriarcato.
Le Notitiae le assegnano molte suffraganee. Quella attribuita all'imperatore Leone VI e datata all'inizio del X secolo elenca 26 diocesi suffraganee di Stauropoli: Cibira, Eraclea Salbace, Apollonia, Eraclea al Latmo, Tabe, Larbe, Antiochia al Meandro, Tapasa, Arpasa, Neapoli, Ortosia, Anatetarte, Alabanda, Stratonicea, Alinda, Milasa, Amizone, Jaso, Bargilia, Alicarnasso, Lorima, Cnido, Mindo, Geron, Cidramo e Ceramo.
Dal XVII secolo Stauropoli è annoverata tra le sedi arcivescovili titolari della Chiesa cattolica; la sede è vacante dal 19 giugno 1971. Il suo ultimo titolare è stato Gabriel Thohey Mahn-Gaby, arcivescovo coadiutore di Rangoon.

## Cronotassi

### Arcivescovi greci
- Ammonio † (menzionato nel 325)[4]
- Eudocio (o Ecdicio) † (menzionato nel 381)[5]
- Ciro † (prima del 431 - dopo agosto 449)[6]
- Critoniano † (prima di ottobre 451 - dopo il 457)[7]
- Nonno † (menzionato tra il 482 e il 489)[8]
  - Eufemio † (? - circa 518 esiliato) (vescovo monofisita)[9]
- Severiano † (menzionato nel 553)[10]
  - Paolo † (circa 558 - circa 571 nominato vescovo di Antiochia al Meandro) (vescovo monofisita)[11]
  - Deuterio † (circa 576/577 - circa 582 deceduto) (vescovo monofisita)[12]
- Teoproprio † (V-VI secolo)[13]
- Ortagora † (VI secolo)[14]
- Teodoro I † (menzionato nel 680)[15]
- Sisinnio † (menzionato nel 692)[16]
- Elia † (VII/VIII secolo)[17]
- Eustazio I † (prima del 730 oppure tra 787 e 815)
- Anonimo † (menzionato nel 787)
- Michele † (VIII secolo)[18]
- Niceforo I † (prima metà del IX secolo)
- Teodoro II † (prima dell'861 - dopo l'869)[19]
- Niceforo II † (menzionato nell'879)
- Sergio † (VIII-IX secolo)[20]
- Efraim ? † (IX secolo)
- Giuseppe I † (X secolo)[21]
- Anonimo † (menzionato nel 945)[22]
- Giovanni I † (menzionato nel 997)[23]
- Leone il Diacono † (X-XI secolo)
- Eustrazio II † (XI secolo)[24]
- Anonimo † (dopo il 1025 - prima del 1043)
- Giovanni II † (menzionato nel 1030)
- Costantino † (menzionato nel 1032)
- Ignazio † (menzionato nel 1039)
- Giovanni III ? † (prima metà dell'XI secolo)
- Demetrio † (menzionato nel 1054)
- Giuseppe II † (prima del 1072 - dopo il 1092)
- Anonimo † (menzionato nel 1150)
- Leone II † (prima del 1166 - dopo il 1172)
- Anonimo † (menzionato nel 1186)
- Anonimo † (menzionato nel 1274)
- Leone III † (menzionato nel 1278)
- Neofito † (prima del 1356 - dopo il 1368)
- Anonimo † (prima del 1387 - dopo il 1394)
- Anonimo † (menzionato nel 1401)
- Procoro † (menzionato nel 1410)
- Isaia † (prima del 1438 - dopo il 1439)
- Teodoro III † (menzionato nel 1450)

### Arcivescovi titolari
- Diego Hortiago de Escacena, O.F.M. † (28 agosto 1693 - 1696 deceduto)
- Aloisio Scacoz, O.F.M. † (2 dicembre 1831 - 22 febbraio 1842 deceduto)
- Guglielmo Massaia, O.F.M.Cap. † (2 agosto 1881 - 6 agosto 1889 deceduto)
- Francesco Domenico Reynaudi (Raynaud), O.F.M.Cap. † (5 maggio 1885 - 24 luglio 1893 deceduto)
- Alessandro de Risio, C.SS.R. † (30 novembre 1896 - 20 aprile 1901 deceduto)
- Aurelio Zonghi † (9 gennaio 1902 - 27 giugno 1902 deceduto)
- Giovanni Battista Guidi † (6 settembre 1902 - 22 luglio 1904 deceduto)
- San Guido Maria Conforti † (14 novembre 1904 - 12 dicembre 1907 succeduto arcivescovo, titolo personale, di Parma)
- Bernard Christen, O.F.M.Cap. † (29 maggio 1908 - 11 marzo 1909 deceduto)
- Emilio Maria Miniati † (29 aprile 1909 - 17 marzo 1918 deceduto)
- Ricardo Isaza y Goyechea † (19 luglio 1918 - 28 giugno 1929 deceduto)
- Giovanni Battista Dellepiane † (18 luglio 1929 - 13 agosto 1961 deceduto)
- Joseph Wilhelmus Maria Baeten † (8 settembre 1961 - 26 agosto 1964 deceduto)
- Gabriel Thohey Mahn-Gaby † (9 novembre 1964 - 19 giugno 1971 succeduto arcivescovo di Rangoon)